# 蒲稳侗族苗族乡
蒲稳侗族苗族乡，是中华人民共和国湖南省怀化市会同县下辖的一个乡镇级行政单位。

## 行政区划
蒲稳侗族苗族乡下辖以下地区：
蒲稳村、岩寨村、大罗村、冷水头村、苗冲村、报木村、夏结村、翁乐村和阳溪村。